# Sainte-Eulalie-de-Cernon
Sainte-Eulalie-de-Cernon (okzitanisch: Santa Aulària de Sarnon) ist ein Ort und eine südfranzösische Gemeinde mit 321 Einwohnern (Stand: 1. Januar 2022) im Département Aveyron in der Region Okzitanien (zuvor Midi-Pyrénées). Sie gehört zum Arrondissement Millau und zum Kanton Causses-Rougiers. Die Einwohner werden Saint-Eulaliens genannt.

## Lage
Sainte-Eulalie-de-Cernon liegt etwa 13 Kilometer südsüdöstlich von Millau im Südwesten der historischen Provinz Rouergue. Umgeben wird Sainte-Eulalie-de-Cernon von den Nachbargemeinden La Cavalerie im Norden und Nordosten, L’Hospitalet-du-Larzac im Osten, La Couvertoirade im Osten und Südosten, Cornus im Südosten, Saint-Beaulize im Süden, Saint-Jean-et-Saint-Paul im Südwesten, Viala-du-Pas-de-Jaux im Südwesten und Westen sowie Lapanouse-de-Cernon im Westen und Nordwesten.

## Bevölkerungsentwicklung
| Jahr                       | 1962 | 1968 | 1975 | 1982 | 1990 | 1999 | 2006 | 2019 |
| Einwohner                  | 276  | 248  | 253  | 230  | 219  | 221  | 240  | 288  |
| Quellen: Cassini und INSEE |      |      |      |      |      |      |      |      |

## Sehenswürdigkeiten
- Dolmen von Rafènes
- Grabhügel von Les Mortes
- Kirche Sainte-Eulalie aus dem 12. Jahrhundert, seit 1927 Monument historique
- Komtur des Tempelritterordens, seit 1976 Monument historique
- Ortsbefestigung

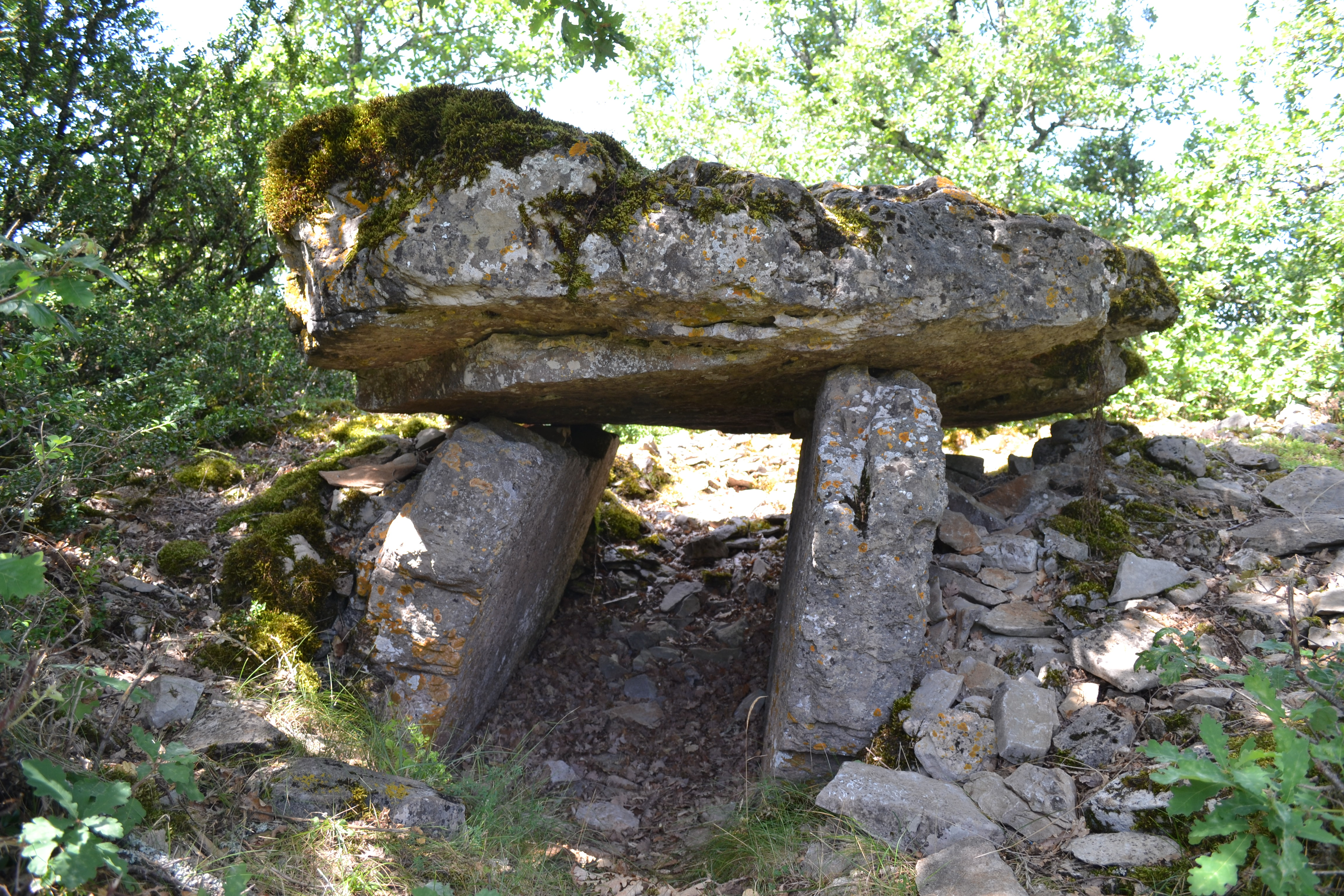
Dolmen von Rafènes
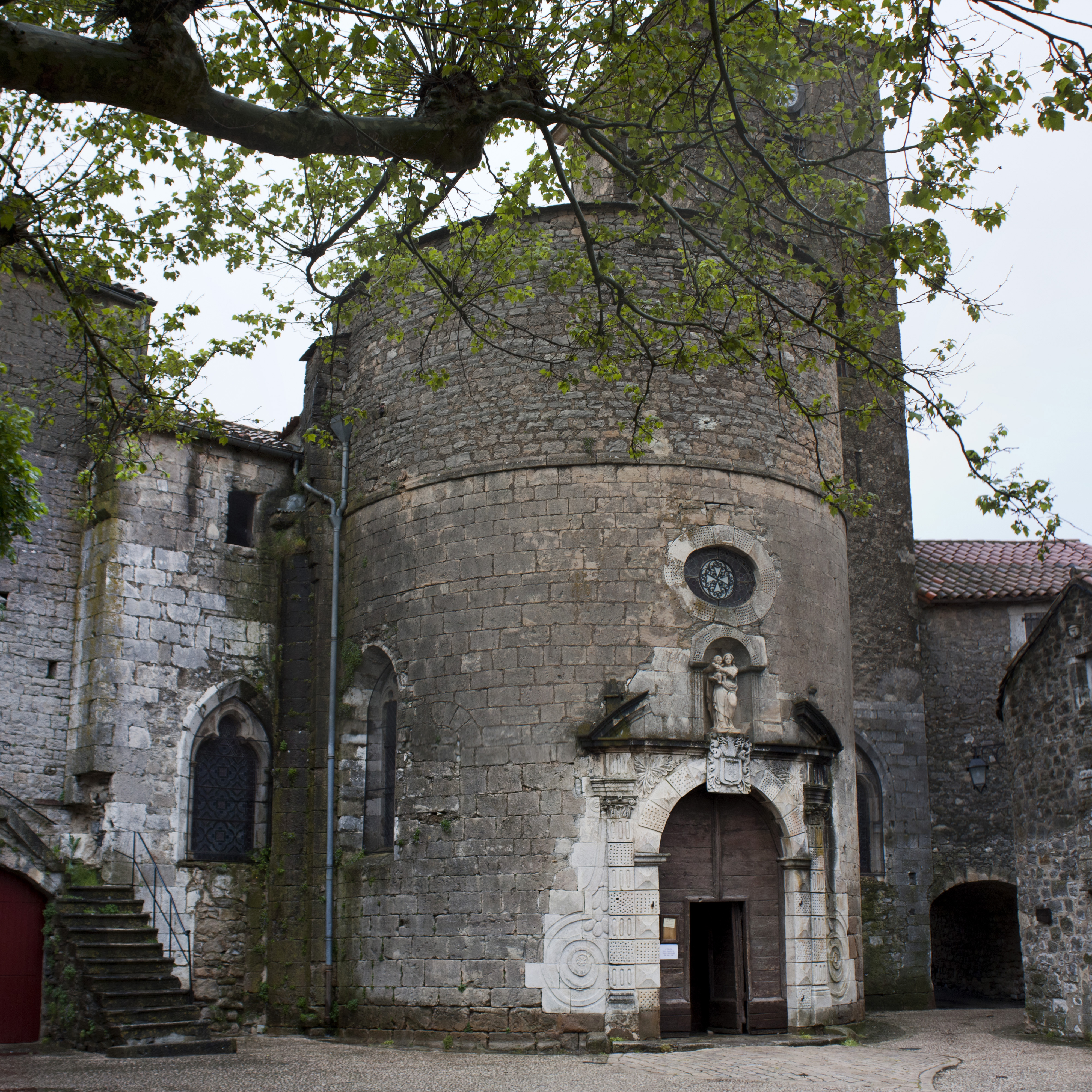
Kirche Sainte-Eulalie
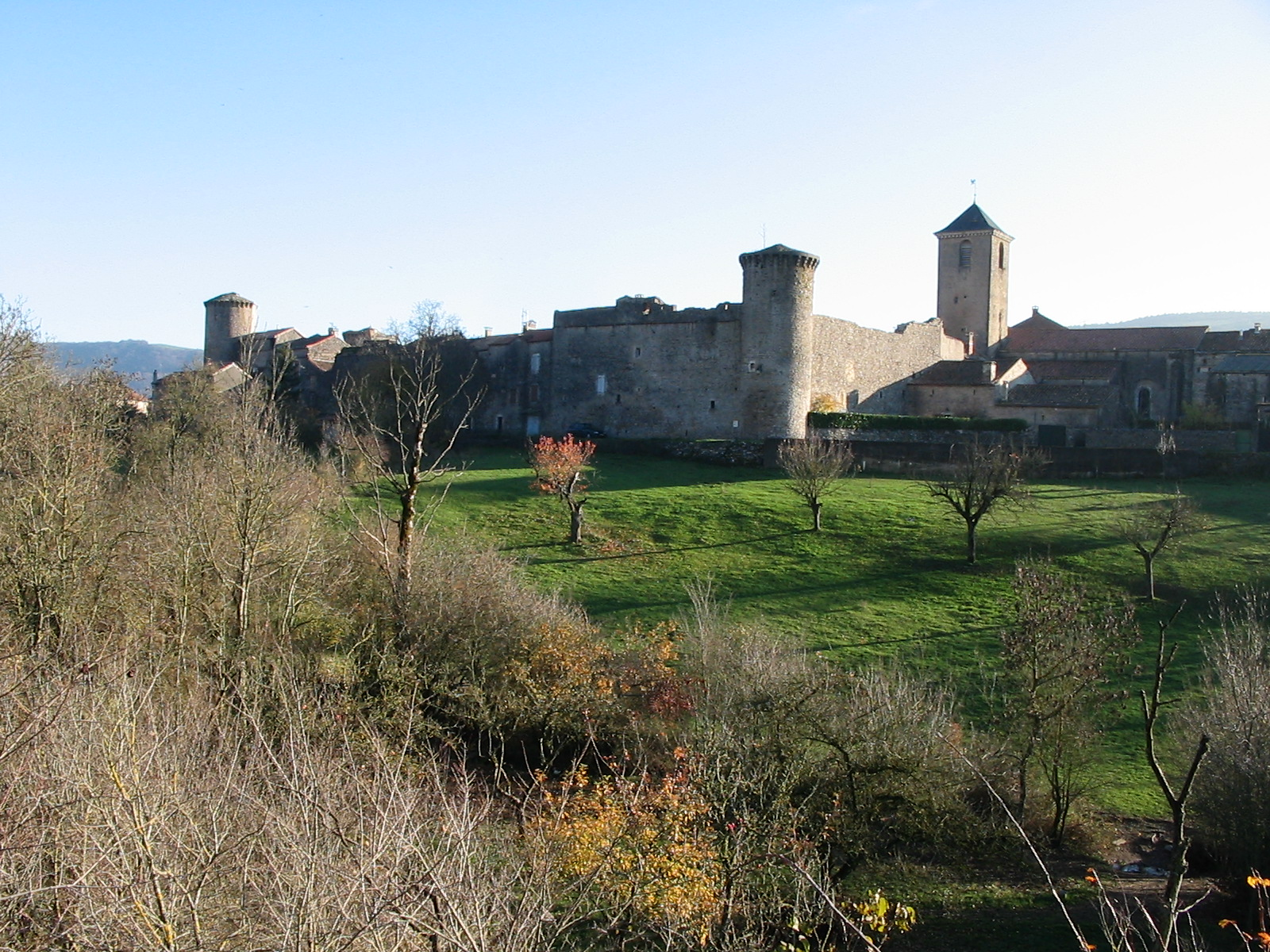
Komtur des Tempelritterordens